# خورخه باتایا
خورخه باتایا (اسپانیایی: Jorge Battaglia‎؛ زادهٔ ۱۲ ژانویهٔ ۱۹۶۰) بازیکن فوتبال اهل پاراگوئه بود.
از باشگاه‌هایی که در آن بازی کرده‌است می‌توان به باشگاه فوتبال استودیانتس، باشگاه فوتبال آلیانزا لیما، و باشگاه ورزشی الیمپیا اشاره کرد.
وی همچنین در تیم ملی فوتبال پاراگوئه بازی کرده‌است.